# Fehér Tigris (film, 2012)
A Fehér Tigris (eredeti cím: Белый Тигр)  2012-ben bemutatott orosz háborús film. A második világháború alatt játszódó misztikus történet horrorfilmekben feltűnő fordulatokat is tartalmaz. Zenéjét Richard Wagner műveiből állították össze. A film és alkotói négy díjat és  hét kategóriában jelölést kaptak.

## Cselekmény
1943 kora ősze, valahol az orosz fronton. A harckocsizók körében egyre jobban terjed egy mendemonda egy a semmiből váratlanul feltűnő, sebezhetetlen, hihetetlen gyorsasággal és pontossággal lövő, addig sohasem látott német páncélosról. Képes rá, hogy néhány perc alatt 10-15 T–34-essel is végezzen, majd ahogy jön, úgy el is tűnik a csenevész nyírfákkal teli, ködös, sáros, mocsaras tájon. A misztikus harckocsinak a Fehér Tigris nevet adják.
Egy súlyosan kudarcba fulladt, harckocsikkal történt támadás után az egyik T–34-ben egy szinte halálra égett katonát találnak. Noha 90 százalékban megégett, életben van. Esete orvosi csodának minősül, az égést és a vérmérgezést is túlélve pár hét alatt a kórházban felgyógyul, bőrén még hegesedés sem marad. Iratai nincsenek, személyazonossága kideríthetetlen. Nevét, családi hátterét és előző életét maradéktalanul elfelejtette, viszont egyéb tudása és tankvezetői képességei megmaradnak. Családi és személyes múltja nem érdekli, elmondása szerint családja már bizonyosan halottnak véli, egy halottnak meg nincs dolga az élőkkel. Társaitól új nevet kap (Iván Ivanovics Najgyonov – jelentése magyarul nagyjából "megtalált"), majd visszavezénylik a frontra, hamarosan a legjobb parancsnok lesz. Felgyógyulása után furcsa, visszahúzódó személyiséggé válik, aki úgy érzi, közvetlen kapcsolatban áll a harckocsikkal, azok beszélnek hozzá és elmondják történeteiket.
Így tudja meg, ő is a Fehér Tigris áldozata lett. Rögeszméjévé válik a misztikus harceszköz megtalálása és elpusztítása. Őrnagy parancsnoka egy nyitott szellemiségű ember, a renoméját is kockáztatva mellé áll. Megkapja a T–34 legújabb, még kísérleti állapotú 85-ös modelljét, ami egy megerősített páncélzatú, erősebb motorral és ágyúval felszerelt harckocsi, valamint hozzá az elérhető legjobb személyzetet. Egy másik T–34-est és annak személyzetét is gyakorlatilag feláldozva csapdát állítanak a Fehér Tigrisnek. A megerősített tankot álcázzák, a csalit kiteszik, az őrnagy meg elrejtőzik az erdőben és figyeli az eseményeket. 
Hosszú ideig nem történik semmi, majd a ködös erdőből előbukkan a Fehér Tigris. Formája a Tigrisre hasonlít, de annál jóval nagyobb, páncélzata legalább 25 centiméteres, motorja és ágyúja félelmetesen erős. Az őrnagy alaposan megfigyeli, de fotót nem tud róla készíteni. Az akció kudarcba fullad, a Tigris a másikat kilövi, Najgyonovék tankja egy roncs mögötti fedezékben túléli a támadást. Ezután ők is visszatámadnak, ám a ködös réten sehol nem látják a másik tankot. Úgy tűnt, mintha felszívódott volna a levegőben, ám végig a nyomukban volt, majd ötven méterről rájuk tüzel. Eddig minden lövése halálos telitalálat volt, most azonban ismeretlen okból életben hagyta őket, csak a lánctalpra célzott. A Fehér Tigris ezután nyomtalanul eltűnik. 
Az erdőt centire átfésülik, sehol semmi. Elfogott német tiszteket vallatnak, azok is teljes bizonyossággal állítják, hogy a tank nem hozzájuk tartozik. Végül megtalálják a nyomokat, ám azok egy mocsár szélén megszűnnek. Úgy vélik, hogy elsüllyedt a mocsárban. Najgyonovot két roncs előtt térdelve találják meg, elmondása szerint a harckocsik istenéhez fohászkodott, ezután elárulja, hogy a Fehér Tigris nem süllyedt el, hanem csak elrejtőzött, készül a harcra. A Fehér Tigris mindig magányos, semmilyen egységhez nem tartozik. Személyzete nincs, a halál árad belőle, minden bizonnyal egy elpusztult tankból született újjá, ahogy Najgyonov is gyakorlatilag a halálból tért vissza. Nem egyszerű harckocsi, hanem a háború istene, maga a megtestesült gonosz. Najgyonovot meg a harckocsik istene tartja életben, hogy leszámolhasson vele. Az őrnagyot kérdezik, mit gondol a hallottakról, erre csak azt válaszolja, hogy inkább nem gondol semmit, de arckifejezése mást sugall. 
Telik az idő, a harcok már Németország területéhez közel folynak. Egy nagyobb szovjet támadás következik ágyús előkészítéssel, majd tucatnyi T–34-essel. A váratlanul ismét megjelenő Fehér Tigris percek alatt kilövi az összeset, egyedül Najgyonov tankja marad meg. Végül egy romhalmazzá vált faluban szemtől szembe kerülnek, majd a két páncélos szinte westernfilmekben látható párbajt vív egymással. A tigris komoly találatot kap, kigyullad, de visszavonul, majd ismét eltűnik. 
Az őrnagy már hajlamos elhinni a misztikus kapcsolatot gép és ember között. Szerinte a tankos a halálból tért vissza, gyakorlatilag újjászületett, új képességével alkalmazkodott egy új helyzethez, ahogy az élőlények általában. Felettese nem hisz neki, idegkimerültségre való hivatkozással elküldi tíz nap szabadságra, majd irány Berlin. 
Ezután egy közjátékban látható Németország kapitulációjának aláírása, majd utána Keitel és még két főtiszt vacsorája, mely során azon elmélkednek, hogy íze alapján vajon melyik berlini luxusétteremből hozathatták azt, majd kifogásolják a fagyasztott gyümölcsökből készült desszert ízét.
Az őrnagy elbeszélget a tankját szerelő Ivan Ivanoviccsal. Közli vele, a háborúnak vége, ám a tankos visszavág, nem, nincs vége. A Fehér Tigris csak elrejtőzött, vár. Hónapokig, vagy akár száz évig is, de előbb-utóbb visszatér. Az ő feladata megtalálni és elpusztítani. Az őrnagy pár lépésre visszamegy a kocsijához, ám mire visszafordul, a harckocsi és vezetője már messze jár. 
A zárójelenetben a pokolba került Adolf Hitler monológot tart a Sátánnak a háború természetességéről és szükségességéről, eszerint a háború azonos magával az emberi fajjal.

## Forgatási helyszínek
- A szabadtéri harci jeleneteket egy Moszkva melletti katonai gyakorlótéren forgatták
- A belső jelenetek a moszkvai Moszfilm Stúdió stúdióban készültek

## Főszereplők
- Alekszej Vertkov – Najgyonov, tankvezető
- Vitalij Kiscsenko – Fedotov őrnagy, Najgyonov felettese